# Zaciąg wojska w województwie mazowieckim w 1648 roku

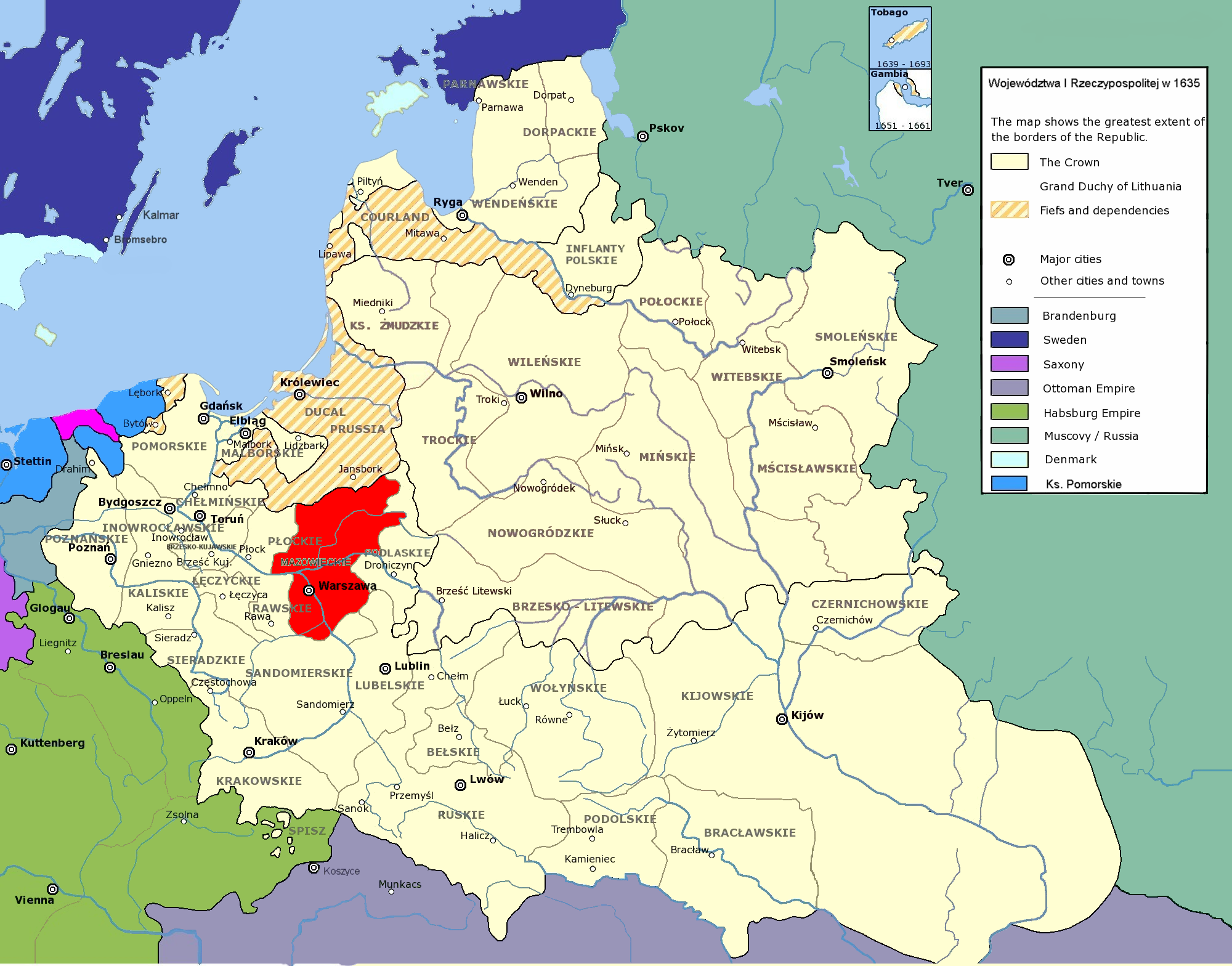
Województwo mazowieckie na mapie Rzeczypospolitej Obojga Narodów w XVII wieku

Zaciąg wojska w województwie mazowieckim w 1648 roku – zaciąg wojska na przełomie wiosny i lata 1648, w trakcie powstania Chmielnickiego, już po przegranych bitwach pod Korsuniem i nad Żółtymi Wodami.
Dowództwo nad siłami objął płk Wojciech Wessel, chorąży nadworny koronny.

## Skład i stan liczebny
- Husaria:
  - Franciszek Zborowski, starosta przasnyski - 200 koni
  - Jan Grzybowski, starosta warszawski - 200
  - Hieronim Radziejowski, starosta łomżyński - 100
- Chorągiew arkabuzerii Jana Mierzyńskiego -100 koni
- Chorągiew kozacka Stanisława Jabłonowskiego, łowczego nurskiego - 100 koni
- Dragonia:
  - Stefan Oborski, starosta liwski - 300 porcji
  - Hieronim Radziejowski, starosta łomżyński - 160
  - Wojciech Wessel, chorąży nadworny koronny - 100